# Agrotis praedicta
Agrotis praedicta är en fjärilsart som beskrevs av Corti 1932. Agrotis praedicta ingår i släktet Agrotis och familjen nattflyn. Inga underarter finns listade i Catalogue of Life.